# Esenbeckia cowanii
Esenbeckia cowanii är en vinruteväxtart som beskrevs av R.C. Kaastra. Esenbeckia cowanii ingår i släktet Esenbeckia och familjen vinruteväxter. Inga underarter finns listade i Catalogue of Life.